# Natalia Kolesnikova
Pour les articles homonymes, voir Kolesnikova.
Natalia Kolesnikova (en russe : Наталья Колесникова) est une gymnaste trampoliniste russe née le 10 octobre 1981 à Krasnodar (RSFS de Russie). 

## Biographie
Natalia Kolesnikova intègre l'équipe de Russie de trampoline en 1999. Elle est sacrée à trois reprises championne d'Europe de trampoline par équipe, en 2000 à Eindhoven, en 2004 à Sofia et en 2010 à Varna.
Aux Championnats du monde, elle est médaillée d'argent par équipe en 2005 à Eindhoven et médaillée de bronze en 2007 à Québec.